# Мариска Верес
Марија Елизабет Ендер, познатија као Мариска Верес (1. октобар 1947 — 2. децембар 2006), била је холандска певачица, најпознатија као главни вокал рок групе Shocking Blue. Била је препознатљива по свом заводљивом гласу, ексцентричним наступима и упадљивом изгледу, који су карактерисале очи наглашене крејоном и дуга, високо подигнута црна коса, која је заправо била перика.

## Биографија

### Породица
Мариска Верес је рођена као Марија Елизабет Ендер у Хагу, у Холандији. Њен отац, Лајош Верес (1912–1981), био је мађарско-ромски виолиниста, док је њена мајка Марија Ендер (1912–1986) била француско-руског порекла.

### Певачка каријера
Верес је започела певачку каријеру 1963. године са гитарским бендом Les Mystères. Године 1964. бенд је снимио мини-албум (издавачка кућа GTB, само 10 примерака), на којем је Верес певала Summertime (соло) и Someone (дует). Године 2010. овај мини-албум је поново издат у оквиру клуба Platenclub Utrecht.
Године 1965. наступала је са групом Bumble Bees, а затим са Blue Fighters, Danny and his Favourites и General Four. Касније, 1966. године, певала је са Motowns, где је такође свирала оргуље.
Године 1968. позвана је да се придружи групи Shocking Blue, замењујући досадашњег певача Фреда де Вилда, који је морао да оде у војску. Бенд је 1969/1970. стекао светску славу са хитом Venus. У време доласка бенда у Сједињене Америчке Државе, новинар Ерл Вилсон је Верес описао као „прелепу, бујну девојку”.
Након распада групе Shocking Blue 1. јуна 1974. године, Верес је наставила соло каријеру. Њени синглови Take Me High (1975) и Lovin’ You (1976) били су популарни у Холандији, Белгији и Немачкој. Објавила је и синглове Tell It Like It Is (1975), обраду песме Дасти Спрингфилд Little By Little (1976), као и Too Young (1978).
Године 1984. Shocking Blue су се поново окупили. Повратак је био успешан, али је један од оснивача, Роби ван Леувен, напустио бенд, делом због пресељења у Луксембург.
Године 1993. Верес је основала џез групу The Shocking Jazz Quintet, са којом је снимила албум Shocking You, који је обухватао поп хитове из 1960-их и 1970-их у џез аранжману. Од 1993. до 2006. поново је наступала са реинкарнацијом Shocking Blue, снимивши песме Body and Soul и Angel, које је продуцирао Роби ван Леувен. Године 2003. са Андрејем Сербаном снимила је албум Gipsy Heart, инспирисан својим ромским коренима.
Постхумно, 2007. године, објављена је нова верзија Venus, снимљена са пијанистом и бендлидером Долфом де Врисом на албуму Another Touch. Верес је током каријере четири пута снимила Venus: са Shocking Blue (1969), The Shocking Jazz Quintet (1993), Formula Diablo (на енглеском и шпанском, 1997) и са Dolf de Vries (лаунџ верзија, 2005–2006).

### Лични живот и смрт
Верес је била у дугогодишњој вези са гитаристом Андреом ван Гелдорпом, али се никада није удала нити имала деце. Присећајући се дана славе у интервјуу за белгијски магазин Flair, изјавила је: „Била сам само нашминкана лутка у то време, нико ми није могао прићи. Данас сам отворенија према људима.”
Преминула је од карцинома жучне кесе 2. децембра 2006. године у 59. години живота, само три недеље након што јој је болест дијагностикована.

## Дискографија

### Соло синглови
- 1975 – Take Me High / I Am Loving You (Pink Elephant, Polydor, Decca)
- 1976 – Tell It Like It Is / Wait Till' I Get Back to You (Pink Elephant, Polydor)
- 1976 – Loving You / You Showed Me How (Pink Elephant)
- 1977 – Little by Little / Help the Country (Pink Elephant)
- 1978 – Too Young / You Don't Have to Know (Seramble)
- 1978 – Bye Bye to Romance / It's a Long Hard Road (CNR)
- 1980 – Looking Out for Number One / So Sad Without You (CNR)
- 1982 – Wake Up City / In the Name of Love (EMI Records)

### Албуми
- 1993 – Shocking You (Red Bullet) – албум групе The Shocking Jazz Quintet
- 2003 – Gipsy Heart (Red Bullet) – албум Мариске Верес и Андрејем Сербаном